# سربریانکا (استان مسکو)
سربریانکا (انگلیسی: Serebryanka) یک رودخانه در استان مسکو کشور روسیه است..